# Leidschenveen-Ypenburg
Leidschenveen-Ypenburg è uno stadsdeel della città di L'Aia, nei Paesi Bassi.

## Quartieri dello stadsdeel di Leidschenveen-Ypenburg
I quartieri dello stadsdeel di Leidschenveen-Ypenburg sono 4:
- Forepark
- Hoornwijk
- Leidschenveen
- Ypenburg